# Melophysa melo
Melophysa melo är en nässeldjursart som först beskrevs av Jean René Constant Quoy och Joseph Paul Gaimard 1827.  Melophysa melo ingår i släktet Melophysa och familjen Athorybiidae. Inga underarter finns listade i Catalogue of Life.